# イーデン・プラン
イーデン・プラン （英語: Eden plane）は、イギリス外相アンソニー・イーデン（後に首相）が1952年9月16日、および1954年1月25日から2月18日のベルリン外務省会議で発表した、ヨーロッパの融合およびドイツの早期再統一を目指す計画。イーデンは、ドイツに連邦共和国として主権回復を認めた1952年のドイツ条約に調印した人物であった。1952年6月の時点で、フランス外相ロベール・シューマンが欧州統合に向けた計画をイーデンと討議している。イーデンの目標は、1951年に成立した6か国の欧州石炭鉄鋼共同体に政治的統一の意義を持たせ、ヨーロッパ評議会と呼べるようなものに拡張することであった。

## 概要
1952年9月15日から30日にかけて、欧州評議会の「諮問会議」が開かれ、将来のヨーロッパについて議論が交わされた。この場において、16日、イーデンは自らの持つ構想を発表した。これはベルギー、デンマーク、フランス、ギリシャ、イギリス、アイスランド、イタリア、カナダ、ルクセンブルク、オランダ、ノルウェー、ポルトガル、アメリカからなる「大西洋同盟」構想だった。 この組織は3つの柱から成り立つものとされた。
- アメリカとカナダ：ヨーロッパの枠組みに参加できるが、投票権は無し
- イギリスとそのコモンウェルス：ヨーロッパの枠組みにおいて特別な地位を保持
- その他、欧州評議会にいる14か国。ただし、アメリカとカナダを除き、ドイツを含む。

ドイツ再統一の可能性を含んだイーデンの第二案は、1954年1月25日から2月18日までベルリンで開かれた各国外相会議で披露された。しかしこれは、ソビエト連邦外相ヴャチェスラフ・モロトフの反対にあった。ソ連の指導者ヨシフ・スターリンの死を知ったイギリス首相ウィンストン・チャーチルは、会議において強気な態度を続けるよう命じたが、結局この会議は各国が妥協する意欲を見せぬまま失敗に終わった。というのも、ドイツを分割占領している英仏米ソの四か国が、統一後のドイツの方向性について合意することが出来なかったからである。 イーデンが主張した今後のドイツがとるべきプロセスは、以下のようなものだった。
- ドイツ国会を再建するための自由選挙
- 国会招集
- 憲法と平和条約の草案の作成
- 憲法制定と全ドイツを代表する政府の設立
- 平和条約調印と施行

イーデンは、西側の基準によって再統一された民主的なドイツ像を志向しており、それは必然的に西ドイツが東ドイツを併合するという流れを前提としていた。しかし会議が流産したことで、コンラート・アーデナウアーらが進めていた西ドイツ優位での統一構想自体が暗礁に乗り上げることになった。
イーデン・プランやアメリカのマーシャル・プランを全く受け入れがたいものと考えたモロトフは、ソ連主導で東ヨーロッパを包含するモロトフ・プランを立ち上げた。